# AgustaWestland AW109

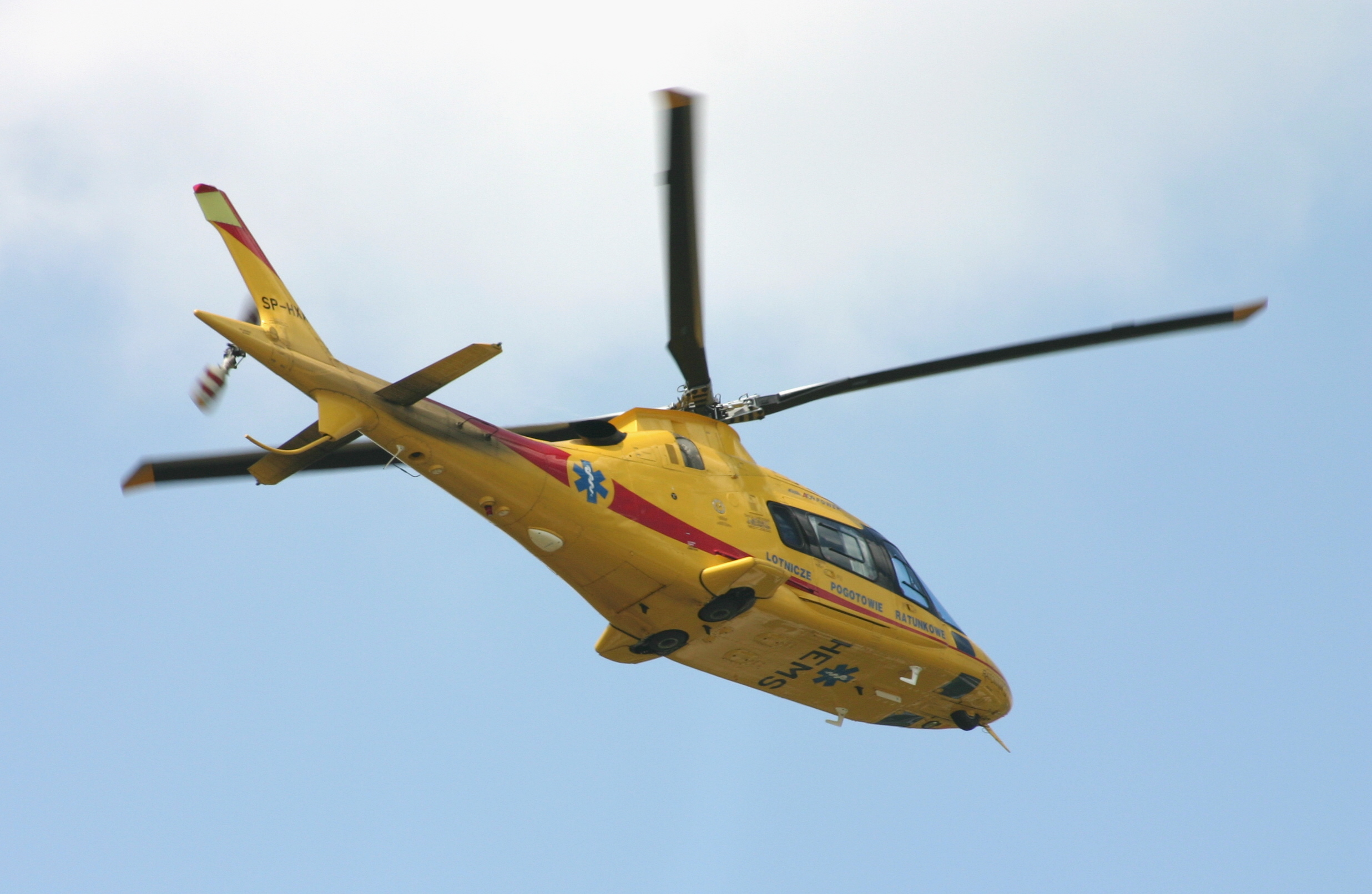
Ratownik, vrtulník A109 Power letecké záchranné služby v Polsku

AgustaWestland AW109 (dříve Agusta A109) je lehký dvoumotorový víceúčelový vrtulník vyráběný italsko-britskou společností AgustaWestland (dříve Agusta). AgustaWestland AW109 je vrtulník klasické koncepce s čtyřlistým nosným rotorem a třílistým tlačným vyrovnávacím rotorem. Je využíván jak pro civilní, tak pro vojenské účely. Jednomotorová verze vrtulníku nese označení AgustaWestland AW119 Koala.

## Historie a vývoj
V 60. letech minulého století byl navržen první prototyp vrtulníku Agusta A109. Jednalo se o jednomotorovou civilní variantu. S ohledem na ostatní výrobce bylo rozhodnuto o vývoji dvoumotorového vrtulníku. V roce 1969 byl navržen první prototyp, který nesl dva turbohřídelové motory Allison 250-C14. Plánovaná vojenská verze s označením A109B nebyla vyrobena a konstruktéři se soustředili na vývoj osmimístné varianty A109C. První ze tří prototypů vzlétnul 4. srpna 1971. Po období dlouhého vývoje se začaly stroje vyrábět až v dubnu 1975. První vrtulník byl pro komerční účely dodán na konci roku 1976. V průběhu následujících let se stal vrtulník oblíben a začal být používán i pro jiné účely než civilní, např. pro potřeby letecké záchranné služby nebo služby SAR – pátrání a záchrana. V roce 1975 se společnost Agusta vrátila znova k myšlence zkonstruovat vrtulníky i pro vojenské účely. V letech 1976 a 1977 bylo zhotoveno pět testovacích prototypů (A109As) ve vojenské úpravě. Vrtulníky byly vybaveny protitankovými řízenými střelami BGM-71 TOW. Později byly zhotoveny další dva prototypy, jeden pro podporu vojenského útoku a druhý pro námořní operace.
Trupy vrtulníků A109 jsou dodávány také polskému výrobci vrtulníků PZL-Świdnik. V červnu 2006 byl polskému výrobci dodán již 500. trup.
V roce 1988 vedl prodej vrtulníků A109 belgickým ozbrojeným silám k úplatkářské aféře, kdy byly dány úplatky špičkám belgické socialistické strany až v hodnotě 50 mil. belgických franků. V souvislosti s touto aférou rezignoval na post generálního tajemníka NATO belgický politik Willy Claes.
V srpnu 2008 pokořili Scott Kasprowicz a Steve Sheik nový světový rekord v nejrychlejším letu přes celou planetu. Se sériově vyráběným strojem AgustaWestland A109S Grand obletěli planetu za 11 dní, 7 hodin a 2 minuty. A109 drží také rekord v nejrychlejším letu z New Yorku do Los Angeles.

## Varianty

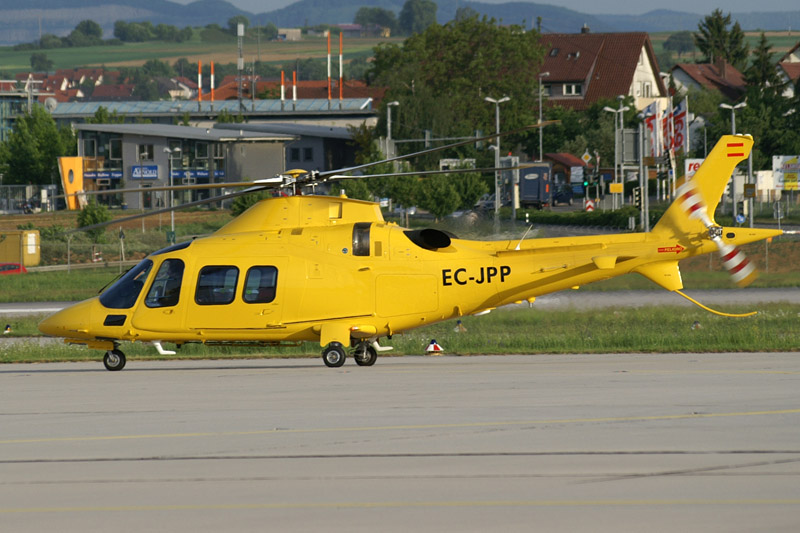
Agusta A109 Grand

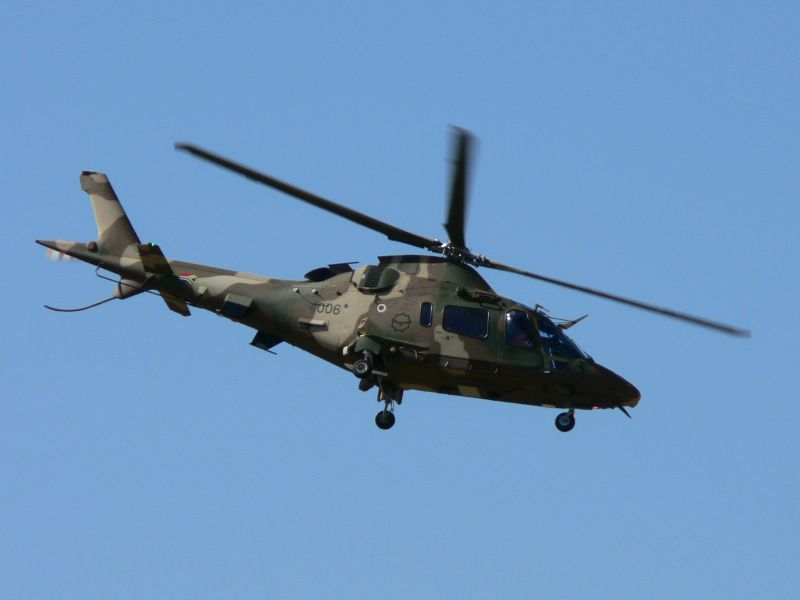
Vojenský vrtulník ve službách Jihoafrické republiky

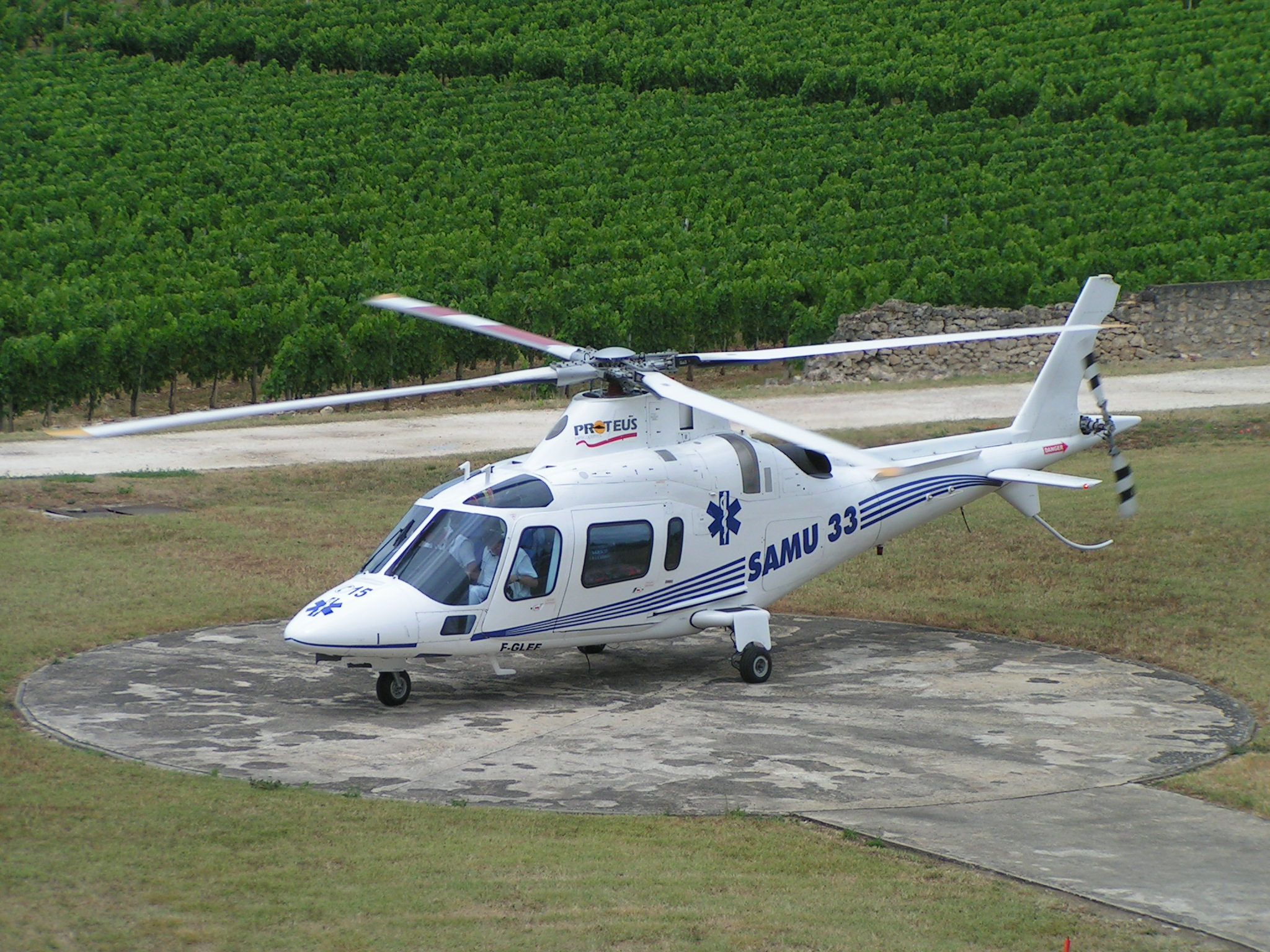
SAMU, vrtulník letecké záchranné služby ve Francii

- A109A: První prototyp, poháněn byl dvěma motory Allison 250-C20 a vzlétnul 4. srpna 1975. Zpočátku byl vyráběn pod označením Hirundo, ale od tohoto názvu bylo upuštěno.
  - A109A EOA: Vojenská verze pro italskou armádu.
  - A109A Mk II: Vylepšená varianta A109A
  - A109A Mk.II MAX: Verze pro evakuace osob s širokou kabinou a speciálními dveřmi ve spodní části vrtulníku.
- A109B: Nikdy nevyrobená vojenská varianta.
- A109C: Osmimístná civilní verze poháněná dvěma turbohřídelovými motory Allison 250-C20R-1.
  - A109C MAX: Verze pro evakuace osob s širokou kabinou a speciálními dveřmi ve spodní části vrtulníku.
- A109D: Vyroben pouze jediný prototyp.
- A109E Power: Modernizovaná civilní verze poháněná dvěma motory Turbomeca Arrius 2K1, později s možností pohonu motory Pratt & Whitney PW206C.
  - A109E Power Elite: Prodloužená verze A109E Power, vrtulníky využívá Royal Air Force.
  - A109LUH: Vojenská varianta postavená na základě A109E; tuto verzi využívá především vojenské letectvo Jihoafrické republiky, Švédska a Malajsie.
  - MH-68A Stingray: Vojenská varianta s americkým značením
- A109K: Vojenská varianta.
- A109K2: Verze A109K2 je rozšířena především pro potřeby policejních sborů, letecké záchranné služby a služby SAR. Na Slovensku je vrtulník celoplošně rozšířen pro potřeby letecké záchranné služby, jediným provozovatelem je ATE.[3]
- A109M: Vojenská varianta
  - A109KM: Vojenská varianta pro operace ve vysokých výškách a teplotách.
  - A109KN: Námořní verze.
  - A109CM: Standardní vojenská varianta.
  - A109GdiF: Verze pro Guardia di Finanza
  - A109BA: Verze pro potřeby belgické armády.
- AW109S Grand: Prodloužená verze se dvěma turbohřídelovými motory Pratt & Whitney Canada PW207
- CA109: Čínská verze A109 vyráběná licenčně Changhe Aircraft Industries Corporation.
- AW109 Grand New: Využití především pro záchranné účely.

## Specifikace

### Technické údaje
- Posádka: 1 nebo 2 piloti, až 7 pasažérů, případně 2 ležící pacienti a 2 členové zdravotnického personálu (nebo dle konfigurace vybavení 1 pacient, 2× posádka)
- Délka: 13,04 m
- Průměr nosného rotoru: 11,0 m
- Výška: 3,50 m
- Prázdná hmotnost: 2000 kg
- Maximální vzletová hmotnost: 2850–3000 kg (záleží na verzi)
- Pohonná jednotka: 2× turbohřídelový motor Pratt & Whitney Canada 206C nebo Turbomeca Arrius 2K1
- Výkon pohonných jednotek: 423 kW, 426 kW

### Výkony
- Maximální rychlost: 154 KIAS (285 km/h)
- Dolet: 964 km
- Dostup: 6000 m
- Stoupavost: 9,80 m/s